# 陳彥回
陳彥回（1355年—1402年），字士淵，江浙等處行中書省興化路莆田縣（今福建省莆田縣）人，明朝官員。
陳彥回的父親陳立誠曾經是歸安縣丞，后被诬陷论死。陳彥回被謫戍雲南，家人多死于途中。到达四川时，只有陳彥回与其祖母郭氏还在。恰逢大赦，陳彥回又无法回乡，監送者因同情而放走他。因为贫困无法返乡，于是投靠鄉人知縣黃積良，冒姓黄。久之，獲閬中教諭嚴德政举荐，授保寧訓導。之后任满赴京述职，明太祖召见后任平江知縣。之后，給事中楊維康举荐，升任徽州知府。建文元年，因循良受建文帝嘉賞。祖母郭氏去世，应当离去，而百姓却在京师奔走乞留。陳彥回亦上报陈述，乞求復姓，至此，詔除彥戍籍。后連乞終喪，不許。葬郭氏于徽州城北十里北山，当时在墓下哭甚哀，人们看到后都称此山为“太守山”。陳彥回对百姓说：“我身为罪人，当初逃亡的时候冒名他姓。当时因为祖母还在，唯恐我受罪后牵连，于是隐忍了二十年。现在祖母去世了，我自当请死罪。皇上特赦我，我此生终将以死报国。”燕兵逼近南京時，陳彥回在地方招募義軍增援中央軍。朱棣攻佔南京後，陳彥回被逮捕入京，不屈而死。
南明弘光帝追贈他為太僕卿。